# Box Office Bonus
Box Office Bonus, auch als Box Office Kicker oder Box Office Elevator geführt, ist ein Fachbegriff aus der Filmgeschäftsführung und bezeichnet die finanzielle Beteiligung eines kreativen Filmschaffenden – wie zum Beispiel eines  Regisseurs oder eines Drehbuchschreibers – am Erfolg eines Films an der Kinokasse, wenn eine gewisse Zuschaueranzahl überschritten worden ist und die Beteiligung vorher vertraglich festgelegt wurde. Etwas Ähnliches ist die Gross participation, in der eine Gewinnbeteiligung an den Bruttoeinnahmen des Verleihers vereinbart wird.